# III号戦車に関連する作品の一覧

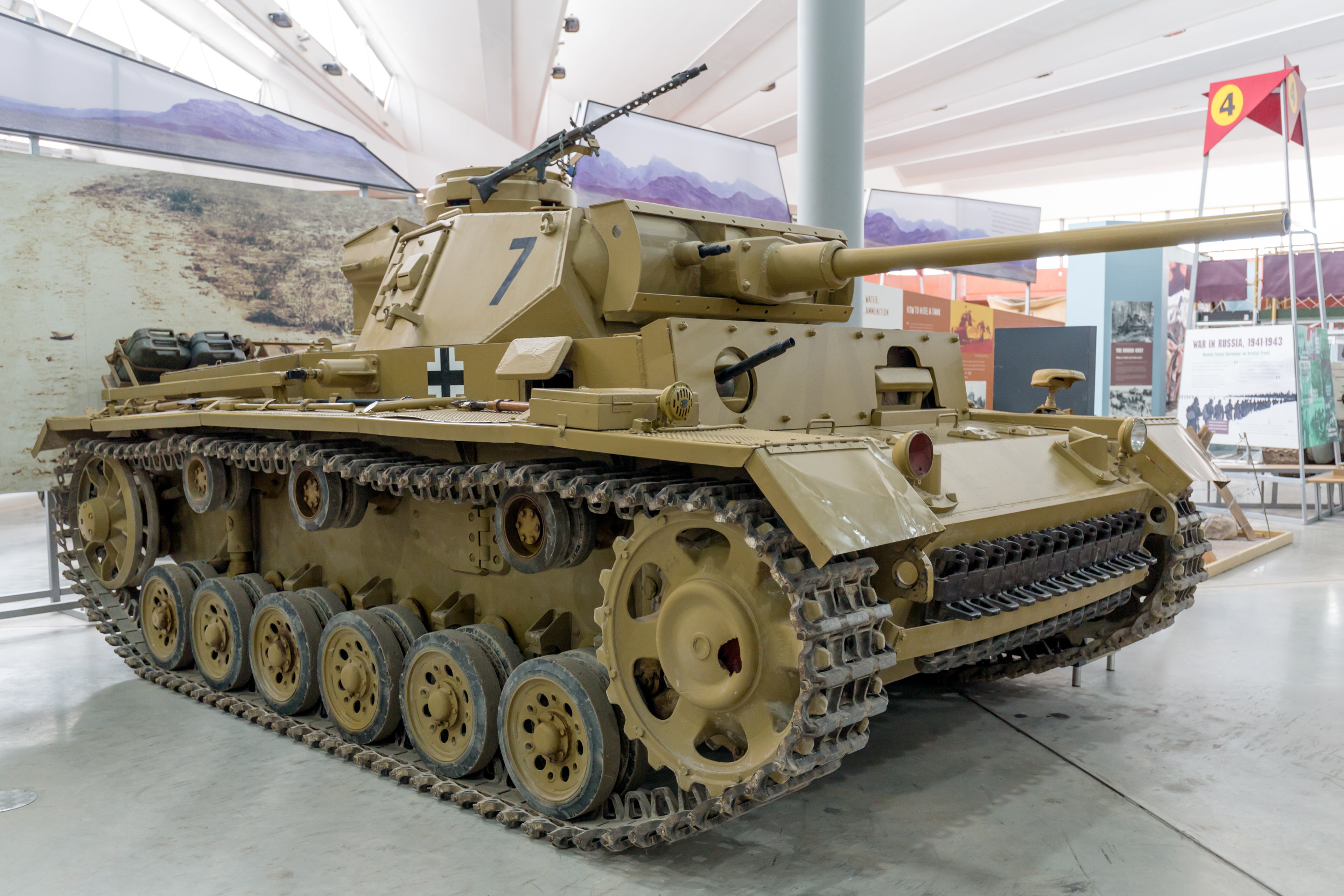
III号戦車L型

III号戦車に関連する作品の一覧（さんごうせんしゃにかんれんするさくひんのいちらん）は、第二次世界大戦期のドイツ国防軍の中戦車である、III号戦車およびバリエーション車種（III号突撃砲・III号突撃榴弾砲等）に関連する作品の一覧である。
III/IV号戦車統合車台を使用したナースホルン・フンメル等についてはIV号戦車に関連する作品の一覧を参照されたい。

## III号戦車

### 映画
『エアボーン・ソルジャーズ（SAINTS AND SOLDIERS AIRBORNE CREED）』
J型（後期長砲身型）が登場。車体や砲塔を含め全体を新規に製作した撮影用プロップ（レプリカ）で、走行可能な物と無可動の物が登場する。走行可能なものはFV432装甲兵員輸送車のシャーシと走行装置を用いて製作されており、無可動車両とは履帯と転輪の形状、転輪の数（走行可能車は転輪が片側5個しかない（実物は6個）で区別できる。
この車両は後に映画『ザ・フューリー～烈火の戦場～（Saints and Soldiers:The Void）』にも登場している。
『スターリングラード』
序盤でドイツ軍が使用。スイスの戦車であるPz.61を改造して2両が作られた撮影用プロップで、後に映画『エニグマ奪還』『戦場のピアニスト』にも登場。
『T-34 レジェンド・オブ・ウォー』
ドイツ軍が使用。映画冒頭、1両が主人公たちの乗る炊事車と遭遇、炊事車を攻撃するも取り逃がす。その後、ソ連軍撤退時の遅滞戦闘において中隊規模（指揮官車はJ型後期、その他各型、II号戦車）で登場し、主人公らのT-34/76含むソ連軍と交戦する。5人乗員制や指揮通信能力の優秀性（全車相互無線通信、咽頭マイクを使用した車内通話）が忠実に描かれている。
『劇場版 幼女戦記』
帝国軍の戦車として若干の違いがあるがJ1型が登場。

### アニメ・漫画
『イブの息子たち』
ジャンヌダルク軍の戦車として登場。無断でヒミコの家を進撃路としたため、「あれぇ、我が家の庭先に戦車が通る！」と家主が絶句していた。
『ガールズ&パンツァー』
黒森峰女学園が長砲身のJ型を使用する。また、第1話では大洗女子学園の戦車道紹介映像「戦車道入門」にも登場している。
『終末のイゼッタ』
F型が主人公と敵対するゲルマニア帝国の主力戦車として登場する。
『戦場まんがシリーズ』
シリーズの一編「砂とスコッチ」に登場。不時着機に搭載されたスコッチ目掛けて押し寄せるが、乗っているのはドイツ兵ではなく、食べ物に目がないイタリア兵である。
『戦場ロマン・シリーズ』
シリーズの一編「王者（ファラオ）の砂丘」に登場。主人公の愛車だが、イギリス軍の6ポンド砲を受けて擱座してしまう。
『セントールの悩み』
アニメ版第9話に、He-111と共に登場。
『パンプキン・シザーズ』
帝国陸軍の制式戦車として登場。16巻でラインバッハ中隊が使用するが、グラフィアスにより全車両が撃破される。
『カンプグルッペZbv』
第1章から第3章まで、主人公アッシュらが長砲身5cm砲のIII号戦車に搭乗する。
『幼女戦記』
帝国軍の戦車として解錠作戦から若干の違いがあるがJ1型が登場。

### ゲーム
『R.U.S.E.』
ドイツの軽戦車としてG型が登場。
『The Saboteur』
「Panzer MK. III」の名称で長砲身のJ型が登場し、ナチス兵士が使用する。
『War Thunder』
ドイツ陸軍の中戦車としてB型・E型・F型・J型・J1型（5.0cmL/60搭載）・L型・M型・N型（プレミアム車両）が登場。
また、ソ連陸軍の中戦車としてJ型（鹵獲仕様）（プレミアム車両）が登場。イタリアの中戦車としてもN型が登場。
Twitch DropsとしてJ1型がIII号戦車J1型TDとして配布（イベント限定)。III号突撃砲などの派生型も登場。
『World of Tanks』
ドイツ軽戦車Pz.Kpfw. III Ausf. E（実車ではA型-E型相当）として開発可能。
ドイツ中戦車Pz.Kpfw. III Ausf. J（実車ではE型以降相当）として開発可能。長砲身5cm砲を搭載できるが、短砲身7.5cm砲も搭載できる
ドイツ中戦車Pz.Kpfw. III Ausf. K（III号戦車車台に7,5 cm KwK 40 L/43砲装備のIV号戦車砲塔を乗せた火力強化案、指揮戦車（前記参照）の原型）が販売。
『鋼鉄の虹 パンツァーメルヒェンRPG』『ネットゲーム95鋼鉄の虹 〜Die Eisenglorie〜』
主力車両「ヴィーゼル」としてグリューネラント軍が輸入車両とライセンス生産品を装備している。1937年-38年が舞台なので37mm砲装備型だが、ライセンス生産の車体はE型相当の独自型。
長砲身50mm砲、または57mm砲に換装する計画も噂されている。PBM版では後期に、砲塔へ強引にL/43 75mm砲を搭載した車両も生産された。
『トータル・タンク・シミュレーター』
ドイツの中戦車としてJ1型が使用可能。また駆逐戦車としてIII号突撃砲も使用可能。
『パンツァーフロント』
J型42口径・60口径・N型が登場。
『パンツァーフロント Ausf.B』
E型・F型・G型・H型・J型が登場。
『虫けら戦車』
L型が登場。プレイヤーが最初に操作する車両。

## III号突撃砲

### 漫画・アニメ
『ガールズ&パンツァー』
大洗女子学園の（カバさんチーム=歴女チーム）として、III号突撃砲F型(エンジンデッキはF/8型)が登場する。
『最終章』では、継続高校の前面にコンクリートを盛り、側面に丸太を載せたフィンランド仕様のIII号突撃砲G型が登場する。
『シェイファー・ハウンド』
シェイファー・ハウンド部隊の装甲車両として2両が配備されている。時期は（英米軍と欧州で渡り合っているので）1943年以降頃だが、余剰車両でも回されたのか、短砲身榴弾砲を装備した旧式のB型である。

### 映画・OVA
『ガールズ&パンツァー これが本当のアンツィオ戦です!』『ガールズ&パンツァー 劇場版』『ガールズ&パンツァー 最終章』
上記『ガールズ&パンツァー』から引き続き大洗女子学園の車両として登場。
また、最終章第３話から継続高校の所属車両としてⅢ号突撃砲Ｇ型が登場。

### ゲーム
『R.U.S.E.』
ドイツの突撃砲として登場。
『War Thunder』
ドイツ陸軍の駆逐戦車としてA型・F型・G型と榴弾砲G型が登場。イタリアの駆逐戦車Stug.GとしてG型が登場。
『World of Tanks』
ドイツ駆逐戦車StuG III Ausf. B、StuG III Ausf. Gとして登場（10.5cm突撃榴弾砲42相当を含む）。
『鋼鉄の騎士シリーズ』
プレイヤーが操縦可能な戦車の1種として登場。
『鋼鉄の虹 パンツァーメルヒェンRPG』『ネットゲーム95 鋼鉄の虹 〜Die Eisenglorie〜』
グリューネラント軍ドイツ義勇師団「パンテル軍団」の装備車両としてB型が登場。PBM版ではドイツ軍の所属車が硅緑両国へと攻め込んでいる。
『トータル・タンク・シミュレーター』
ドイツの駆逐戦車STUG.IIIとしてA型に7.5cmL48砲を装備した車両が使用可能。
『バトルフィールド1942 ロード・トゥ・ローマ』
ドイツ軍の追加重戦車として登場する。
『パンツァーフロント』
E型およびG型が登場。

## 10.5cm III号突撃榴弾砲42型

### ゲーム
『War Thunder』
ドイツ陸軍の駆逐戦車、42式三号突撃砲榴弾砲G型として登場。別名はSturmhaubitze 42 Ausf.G。
『World of Tanks』
ドイツ駆逐戦車StuG III Ausf. BおよびStuG III Ausf. Gの装備を換装した車両が登場。

## SU-76i

### ゲーム
『World of Tanks』
ソ連駆逐戦車「SU-76I」として販売。